# Geórgios Tsolákoglou
Geórgios Tsolákoglou (en grec moderne : Γεώργιος Τσολάκοκλου) est une personnalité politique et militaire grecque. Il est né à Rendína, dans le nome de Karditsa en 1886.

## Biographie
Après sa sortie de l'école militaire, il participe aux guerres balkaniques, à la Première Guerre mondiale, et à la guerre gréco-turque.
Pendant la Seconde Guerre mondiale, le général Tsolákoglou dirige le troisième corps d'armée sur le front de l'Épire et repousse l'offensive italienne en Albanie. Le 20 avril 1941, il signe la reddition des troupes grecques face à la Wehrmacht. Les Allemands le nomment le 30 avril 1941 à la tête d'un gouvernement collaborateur ; il occupe ce poste jusqu'au 2 décembre 1942, cédant sa place au vice-président du Conseil des Ministres, le docteur Konstantínos Logothetópoulos.
En 1945, Tsolákoglou est jugé pour trahison et condamné à mort ; toutefois eu égard à ses faits d'armes antérieurs, sa peine est modifiée en emprisonnement à perpétuité. Tsolákoglou meurt à l'hôpital "NIMTS" (Hôpital du  Fonds des Pensions de l'Armée) d'Athènes en 1948 à l'âge de 62 ans, après un an d'hospitalisation, atteint par une leucémie.
Ses mémoires sont publiés 11 ans après sa mort, par les soins de sa veuve, Catherine.